# 武夷黑猪
武夷黑猪，又称闽北黑猪、赣东黑猪，产于武夷山脉两侧的中國大陸家猪品种。目前已处于极度濒危状况。
因武夷山分属福建省和江西省，武夷黑猪在江西境内称赣东黑猪，福建境内称闽北黑猪。主产区在江西省南城县（里塔镇、株良镇）、宜黄县（南源乡）、广昌县（塘坊乡）、石城县（小松镇）、资溪县（乌石镇）和福建省浦城县（石陂镇）、邵武县（和平镇）、建宁县 （客坊乡）、松溪县（茶平乡）、古田县（平湖镇）等地。武夷黑猪与玉江黑猪同源，属华中型猪。
武夷黑猪头中等大，耳前倾下垂。被毛黑色，有的具有“六白”或不完全“六白”特征。武夷黑猪产仔数偏低，初产仔数为7.0头，经产为10.0头。